# 重瞳觀
重瞳觀位於四川省眉山市東坡區崇禮鎮，文物遺址年代判定為唐-清。2002年12月27日公佈為四川省第六批省級文物保護單位。